# Gutsbezirk Spessar
Gutsbezirk Spessar är ett kommunfritt område i Main-Kinzig-Kreis i Regierungsbezirk Darmstadt i förbundslandet Hessen i Tyskland. 